# Jökulholt
Jökulholt är en kulle i republiken Island. Den ligger i regionen Västfjordarna, 220 km norr om huvudstaden Reykjavík. Toppen på jökulholt är 374 meter över havet.
Trakten runt Jökulholt är nära nog obefolkad, med mindre än två invånare per kvadratkilometer. Det finns inga samhällen i närheten. Trakten runt Jökulholt är permanent täckt av is och snö.